# Andrena biguttata
Andrena biguttata är en biart som beskrevs av Heinrich Friese 1923. Andrena biguttata ingår i släktet sandbin, och familjen grävbin. Inga underarter finns listade i Catalogue of Life.